# Albin Vidović
Albin Vidović (Zagreb, 11 februari 1943 - Bjelovar,  8 maart 2018) was een Kroatisch handballer.
Op de Olympische Spelen van 1972 in München won hij de gouden medaille met Joegoslavië, nadat men in de finale Tsjecho-Slowakije had verslagen. Vidović speelde één wedstrijd.
Hij kwam 44 keer uit voor Joegoslavië.
Abaz Arslanagić · Čedomir Bugarski · Petar Fajfrić · Hrvoje Horvat · Milorad Karalić · Đorđe Lavrnić · Milan Lazarević · Zdravko Miljak · Slobodan Mišković · Branislav Pokrajac · Nebojša Popović · Miroslav Pribanić · Dobrivoje Selec · Albin Vidović · Zoran Živković · Zdenko Zorko